# Nanopunk
Il nanopunk (in mancanza di un termine più appropriato) è un sottogenere della fantascienza che descrive società (umane del futuro o aliene) basate più o meno massicciamente sulla nanotecnologia e sui materiali e i prodotti realizzati servendosi di questa nuova forma di tecnologia. Come risultato, le società di questo genere appaiono spesso molto differenti da quelle che siamo abituati a conoscere oggigiorno.
Il nanopunk può essere considerato un sottogenere del filone cyberpunk ed in particolare di quello postcyberpunk.

## Letteratura
- L'era del diamante (The Diamond Age) di Neal Stephenson
- Accelerando di Charles Stross
- Singularity Sky di Charles Stross
- Iron Sunrise di Charles Stross

## Film
- Transcendence (2014)